# 大字鳴水
大字鳴水（おおあざなるみず）は福岡県北九州市八幡西区の大字。住居表示未実施。郵便番号は806-0000。

## 地理
八幡西区の北部東端に位置し帆柱山北側から花尾山西側の山林地帯（ここでは南部地域と呼ぶ）と、鳴水町を挟んで北九州高速4号線北側の河頭山西側の山林地帯（ここでは北部地域と呼ぶ）の2か所に分かれる。南部地域は、南から西に大字熊手、北西から北に鳴水町、北東に大字熊手と接し、東に八幡東区と接する。北部地域は、北に東鳴水、東に大字藤田、南に鳴水町、西に西鳴水と接する。

### 河川
- 二級河川 撥川

## 地域の特徴
かつて遠賀郡鳴水村と呼ばれていた地域のうち住居表示されずに残った部分であり、無住地。
北部地域
南縁に沿って北九州高速4号線が東西に走る。河頭山は風致公園として整備されヤブツバキの原生自然林がある。
南部地域
谷あいから撥川が北流する。山野の国有林は自然休養林として開放され、北九州国定公園に指定されている。

## 歴史

### 地名の由来
遠賀郡鳴水村に由来する。文明年間まで「成水名」といっていたが、慶長七年に黒田氏の家臣大塚神屋が「鳴水」に改称したという。天正年間の「指出前之帳」では熊手村の枝村であった。

### 沿革
- 1878年（明治11年）11月1日 - 郡区町村編制法の福岡県での施行により、行政区画としての遠賀郡が発足。遠賀郡鳴水村となる。
- 1889年（明治22年）4月1日 - 町村制施行により、前田村、藤田村、熊手村、鳴水村の4村が合併し、黒崎村が発足。鳴水村は黒崎村大字鳴水となる。
- 1897年（明治30年） - 黒崎村が町制施行し、黒崎町が発足。黒崎村大字鳴水は黒崎町大字鳴水となる。
- 1926年（大正15年）11月2日 - 黒崎町が八幡市に編入。黒崎町大字鳴水は八幡市大字鳴水となる。
- 1938年（昭和13年） - 大字鳴水の一部が鳴水町になる[4][注 1]
- 1943年（昭和18年） - 大字鳴水の一部が神原町，八千代町になる[4]。大字鳴水の一部が鳴水町に編入する[4]。
- 1959年（昭和35年） - 大字鳴水の一部が岸の浦町になる[4]。
- 1963年（昭和38年）2月1日 - 八幡市、戸畑市、小倉市、若松市、門司市の5市が合併し、北九州市が発足。八幡市大字鳴水は北九州市八幡区大字鳴水となる。
- 1963年（昭和38年）4月1日 - 北九州市が政令指定都市に指定され、八幡区、戸畑区、小倉区、若松区、門司区の5区を設置。北九州市八幡区大字鳴水は北九州市八幡区大字鳴水となる。
- 1974年（昭和49年）4月1日 - 八幡区が八幡西区と八幡東区に分かれ、八幡区大字鳴水は八幡西区大字鳴水となる[6]。
- 1982年（昭和57年）6月1日 - 大字鳴水の一部が大畑町，鳴水町になる[7][8]。
- 1983年（昭和58年）6月1日 - 大字鳴水の一部が東鳴水五丁目に編入する[9][10]。

## 世帯数と人口
2025年（令和7年）3月31日現在（北九州市発表）の世帯数と人口は以下の通りである。
| 大字     | 世帯数 | 人口 |
| -------- | ------ | ---- |
| 大字熊手 | - 世帯 | - 人 |

### 人口の変遷
国勢調査による人口の推移。
| 1995年（平成7年）  | - 人 | [ 11 ] |  |
| 2000年（平成12年） | 1 人 | [ 12 ] |  |
| 2005年（平成17年） | - 人 | [ 13 ] |  |
| 2010年（平成22年） | - 人 | [ 14 ] |  |
| 2015年（平成27年） | - 人 | [ 15 ] |  |
| 2020年（令和2年）  | - 人 | [ 16 ] |  |

### 世帯数の変遷
国勢調査による世帯数の推移。
| 1995年（平成7年）  | - 世帯 | [ 11 ] |  |
| 2000年（平成12年） | 1 世帯 | [ 12 ] |  |
| 2005年（平成17年） | - 世帯 | [ 13 ] |  |
| 2010年（平成22年） | - 世帯 | [ 14 ] |  |
| 2015年（平成27年） | - 世帯 | [ 15 ] |  |
| 2020年（令和2年）  | - 世帯 | [ 16 ] |  |

## 学区
市立小・中学校に通う場合、学区は以下の通りとなる。
| 大字     | 番地 | 小学校               | 中学校               |
| -------- | ---- | -------------------- | -------------------- |
| 大字鳴水 | 全域 | 北九州市立黒畑小学校 | 北九州市立黒崎中学校 |

## 施設
- 河頭山公園